# Synagoga w Inowrocławiu
Synagoga w Inowrocławiu – nieistniejąca obecnie synagoga znajdująca się w Inowrocławiu przy ulicy Solankowej.
Synagoga została zbudowana w 1908 roku. W znacznej części została ufundowana przez przedsiębiorcę dr. Leopolda Levy'ego. Podczas II wojny światowej w 1939 roku hitlerowcy zburzyli synagogę, a po wojnie na polecenie władz miejskich usunięto jej ruiny. Obecnie na jej miejscu znajduje się pomnik Jana Kasprowicza.
Murowany budynek synagogi wzniesiono na planie zbliżonym do prostokąta, w stylu neoromańskim. Budynek o konstrukcji żelbetowej krył we wnętrzu bogato złocony wystrój z efektownym żyrandolem.